# Clavaria krieglsteineri
Clavaria krieglsteineri är en svampart som beskrevs av Kajan & Grauw. 1987. Clavaria krieglsteineri ingår i släktet Clavaria och familjen fingersvampar
.   Inga underarter finns listade i Catalogue of Life.